# Yellowjackets
Yellowjackets – amerykański zespół jazzowo-rockowy.
Grupa powstała w 1981 r. z inicjatywy gitarzysty Robbena Forda i początkowo wykonywała muzykę R&B. Po odejściu Forda i wstąpieniu do zespołu saksofonisty altowego Marca Russo Yellowjackets szybko zyskał miano jednej z najbardziej kreatywnych grup stylu fusion, tworząc muzykę nawiązującą do dokonań Joe Zawinula. Początkowo zespół nagrywał dla Warner Bros., a w 1986 r. zmienił wytwórnię płytową na MCA/GRP, pod jej szyldem wydając swoje najwyżej cenione albumy. Na początku lat 90. XX wieku ze składu ubył Marc Russo, rozpoczynając karierę solową, a jego następca – saksofonista i klarnecista Bob Mintzer – ukierunkował styl zespołu w stronę jazzu. W 1995 r. grupa ponownie zmieniła wytwórnię płytową, powracając do Warner Bros. W 2006 r. Yellowjackets obchodziło 25-lecie swojego istnienia, wydarzenie to uwiecznione zostało wydaniem koncertowej płyty Twenty-Five.
Wiele spośród płyt grupy nominowanych było do Nagród Grammy, a dwie z nich nagrody te otrzymało: Shades (1986, w kategorii Best R&B Instrumental) oraz Politics (1988, w kategorii Best Contemporary Jazz recording). W 1986 r. dwa utwory Yellowjackets znalazły się na płycie z muzyką do filmu Star Trek IV: Powrót na Ziemię.

## Skład zespołu
Bieżący skład

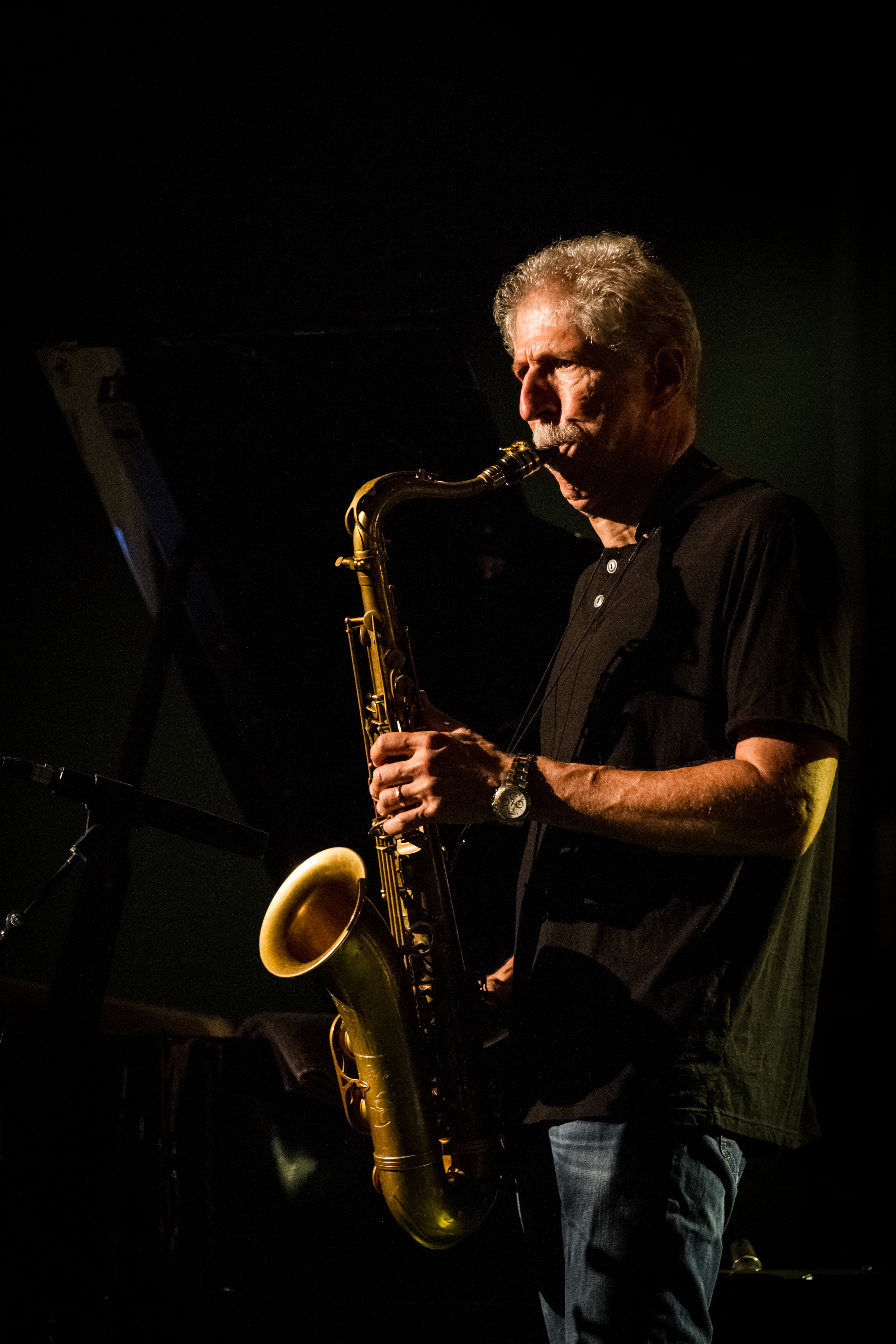
Bob Mintzer 2015

- Russell Ferrante – instrumenty klawiszowe, syntezatory (od 1981)
- Jimmy Haslip – gitara basowa (od 1981)
- Bob Mintzer – saksofon, klarnet (od 1990)
- Marcus Baylor – perkusja, instrumenty perkusyjne (od 2000)

Byli członkowie
- Robben Ford – gitara (1981–1982)
- Ricky Lawson – perkusja (1981–1986)
- Marc Russo – saksofon (1983–1990)
- Will Kennedy – perkusja (1987–1998)
- Peter Erskine – perkusja (1999)
- Terri Lyne Carrington – perkusja (2000)

## Dyskografia
Albumy studyjne
- Yellowjackets (1981)
- Mirage a Trois (1983)
- Samurai Samba (1985)
- Shades (1986)
- Four Corners (1987)
- Politics (1988)
- The Spin (1989)
- Greenhouse (1991)
- Like a River (1993)
- Run for Your Life (1994)
- Dreamland (1995)
- Blue Hats (1997)
- Club Nocturne (1998)
- Mint Jam (2001)
- Time Squared (2003)
- Peace Round: A Christmas Celebration (2003)
- Altered State (2005)
- Lifecycle (2008) – z udziałem Mike’a Sterna
- Timeline (2011)
- A Rise in the Road (2013) – z udziałem Felixa Pastoriusa

Albumy koncertowe
- Live Wires (1992)
- Twenty-Five (2006)

Kompilacje
- Collection (1995)
- Priceless Jazz Collection (1998)
- Best of Yellowjackets (1999)